# Jindřich Polák
Jindřich Polák (5. května 1925 Praha – 22. srpna 2003 Praha) byl český filmový a televizní scenárista a režisér, klasik jak žánru českého sci-fi filmu, tak i dětského filmu.

## Život a dílo
S filmem se setkal už coby student smíchovského Vančurova reálného gymnázia (nynější Gymnázium Na Zatlance), kdy vypomáhal s promítáním v kině Máj. Hned po druhé světové válce se stal asistentem režie u několika známých režisérů, mimo jiné též asistentem u režisérské dvojice Jána Kadára a Elmara Klose, což byli budoucí držitelé Oscara za film Obchod na korze. Jakožto asistent režie či pomocný režisér asistoval u natáčeni filmů Hudba z Marsu, Krakatit či filmu Synové hor. Již tehdy začala práce na jeho prvním pohádkovém scénáři pro film Císařovy nové šaty.
Koncem 50. let 20. století začal připravovat své vlastní filmy. Spolupracoval, mimo jiné, také s Pavlem Juráčkem. Jeho vůbec prvním celovečerním filmem se stal český westernový film Smrt v sedle z roku 1958. Poté následoval nejvýpravnější český sci-fi film Ikarie XB 1 z roku 1963. O pět let později v roce 1968 následoval film Nebeští jezdci vytvořený podle námětu stejnojmenné novely Filipa Jánského, pojednávající o osudech československých letců za druhé světové války v Anglii. Tento film měl premiéru v době po invazi vojsk Varšavské smlouvy do Československa v roce 1968 a v českých kinech se příliš dlouho nepromítal. Na mnoho let pak skončil v pomyslném trezoru.[zdroj?] Vedle těchto námětů pro dospělé pokračovala i jeho filmová tvorba pro děti a mládež. Od konce padesátých let až do roku 1967 se jednalo o ve své době úspěšnou sérii (nejen televizních) hraných filmů, kde hlavní postavou byl Klaun Ferdinand. Toho ve filmu ztvárňoval herec Jiří Vršťala, který hrál i ve filmu Ikárie XB 1. Na tento seriál o klaunovi Ferdinandovi plynule navázal seriál dětských filmů, jehož hlavní postavou byl pan Tau v podání Otto Šimánka. Vedle toho v 70. letech pokračovala i tvorba jeho filmů pro dospělé. Vedle detektivního příběhu Noc klavíristy z roku 1976 s Václavem Voskou v hlavní roli to byl kriminální film natočený podle skutečné události Smrt stopařek z roku 1979. Natočil i další sci-fi film, komedii Zítra vstanu a opařím se čajem z roku 1977 s Petrem Kostkou v hlavní dvojroli a dále také v žánru sci-fi natočený televizní seriál Návštěvníci roku 1983. Tvorba pro děti vyvrcholila jeho dalším dětským miniseriálem Chobotnice z II. patra a šestidílným televizním seriálem Lucie, postrach ulice. Převážná část jeho tvorby byla divácky a komerčně úspěšná.[zdroj?] V roce 2001 získal na Zlín Film Festivalu ocenění Zlatý střevíček za mimořádný přínos kinematografii pro děti a mládež.

## Filmografie (výběr)

### Pan Tau
- 1966, 1970–1979 Pan Tau (seriál)
- 1979 Poplach v oblacích (film)
- 1979 Od zítřka nečaruji (film)
- 1988 Pan Tau (film)

### Ostatní
- 1958 Smrt v sedle
- 1960 Páté oddělení
- 1962 Klaun Ferdinand a raketa
- 1963 Ikarie XB 1
- 1965 Strašná žena
- 1965 Clown Ferdinand will schlafen
- 1967 Hra bez pravidel
- 1968 Nebeští jezdci
- 1976 Noc klavíristy
- 1977 Zítra vstanu a opařím se čajem
- 1978 Od zítřka nečaruji
- 1979 Smrt stopařek
- 1980 Lucie, postrach ulice
- 1983 Návštěvníci
- 1983 Lucie, postrach ulice
- 1983 ...a zase ta Lucie!
- 1986 Veselé Vánoce přejí chobotnice
- 1986 Chobotnice z II. patra
- 1987 Chobotnice z II. patra
- 1992 Kačenka a zase ta strašidla
- 1992 Kačenka a strašidla